# Ндере (национален парк)
 Тази статия е за националния парк.  За острова вижте Ндере.  
Национален парк Ндере (в някои източници се споменава като Резерват Ндере) се намира в Западна Кения, провинция Нянза. Намира се на едноименния остров Ндере, на 30 km западно от град Кисуму. На езика на местното племе луо ндере означава място за срещи.

## Климат
Горещ и влажен.

## Фауна

### Бозайници
Срещат се хипопотами, верветки, павиани, ситатунга, а 50 екземпляра от антилопите импала са интродуцирани тук.

### Птици
В националния парк се срещат африкански орел рибар. Районът е известен с голямата популация на бързолети.

### Влечуги
Нилски крокодил, нилски варан и различни видове змии.

### Безгръбначни
Проучване през 2004 г. на пеперудите и сухоземните охлюви в националния парк описва 18 вида пеперуди и три вида охлюва. Най-разпространеният вид пеперуда е Eurema brigitta (подвид Eurema brigitta brigitta), а от сухоземните охлюви е Thapsia karamwegasensis. Около половината пеперуди са широко разпространени в Африка, докато сухоземните видове охлюви са горски и са разпространени само в Източна Африка.